# Ralf Galme
Ralf Georg Galme, född 28 april 1936 i Johannebergs församling i Göteborg, död 6 maj 2023 i Åsa, Ölmevalla församling, var en svensk företagsledare
Ralf Galme växte upp i Göteborg och tog examen på Handelshögskolan i Göteborg 1962. Han var produktchef på Mölnlycke AB:s hygiendivision 1963–1965 och arbetade 1965–1966 på Pripp-bryggerierna AB. Därefter återvände han till Mölnlycke AB och var marknadschef på hygiendivisionen 1967–1970 samt divisionschef 1970–1974. Han var marknadsdirektör på AB Felix 1974–1975 och verkställande direktör 1975–1980 samt koncernchef för AB Felix International 1980–1984. Han var sedan verkställande direktör för Provendor Food AB 1984–1985 samt vice verkställande direktör för Förvaltnings-AB Aranäs och verkställande direktör för Sweden Tax-Free Shopping STS AB 1986–1987. Åren 1987–1997 var han verkställande direktör för Europe Tax-Free Shopping AB. Han var ordförande i Europe Tax-Free Shopping AB (senare Global Refund) 1998–2000.
Han var 1994–20?? norsk honorärkonsul i Göteborg.